# Garrett Stutz
Garrett Matthew Stutz (Kansas City, 10 febbraio 1990) è un cestista statunitense.

## Palmarès
- Campione NIT (2011)
- Campionato ceco: 1

ČEZ Nymburk: 2014-15